# Musée national des Philippines
Le musée national des Philippines (en philippin : Pambansang Museo ng Pilipinasest) est le dépôt officiel fondé en 1901 comme musée d'histoire naturelle et d'ethnographie des Philippines. Il est situé tout près du parc de Rizal et du quartier d'Intramuros, à Manille.

## Histoire
Son bâtiment a été conçu en 1918 par l'architecte américain Daniel Burnham[réf. nécessaire] pour le Congrès des Philippines. On y trouve notamment le tableau de Juan Luna le Spoliarium (1884).
Le bâtiment en face, contenant auparavant le Ministère des Finances, abrite maintenant les sections d'anthropologie et d'archéologie et est connu sous le nom de musée du peuple philippin.